# Les Œufs de la brouille
Ne doit pas être confondu avec Les Œufs brouillés.
Pour plus de détails, voir Fiche technique et Distribution.
Les Œufs de la brouille (Ägget är löst!) est un film suédois réalisé par Hans Alfredson et sorti en 1975.

## Fiche technique
Sauf indication contraire, les informations mentionnées dans cette section peuvent être confirmées par les bases de données cinématographiques  présentes dans la section « Liens externes ».
- Titre : Les Œufs de la brouille
- Titre original : Ägget är löst!
- Réalisation : Hans Alfredson
- Scénario : Hans Alfredson d'après son roman Pojken i vattnet
- Musique : Alfred Jansson
- Direction artistique : Ulf Axén
- Costumes : Mona Theresia Forsén
- Photographie : Lars Swanberg
- Montage : Margit Nordqvist
- Sociétés de production : Svensk Filmindustri, Svenska Ord
- Pays de production :  Suède
- Langue originale : suédois
- Format : couleur - 1,66:1 - 35 mm - son mono
- Durée : 93 minutes
- Genre : comédie noire
- Dates de sortie :
  - Suède :  17 mars 1975
  - Netflix : 2021

## Distribution
Sauf indication contraire, les informations mentionnées dans cette section peuvent être confirmées par les bases de données cinématographiques  présentes dans la section « Liens externes ».
- Gösta Ekman : le fils
- Max von Sydow : le père, industriel
- Birgitta Andersson : la mère
- Anna Godenius : la fille, étudiante en sociologie
- Hans Alfredson : le clochard
- Jim Hughes : l'Américain
- Stig Ossian Ericson : un ouvrier de l'usine
- Jan Wirén : un ouvrier de l'usine
- Meg Westergren : la femme dans la publicité
- Ola Thulin : le médecin dans la publicité
- Kerstin Lokrantz : la femme se baignant nue
- Anders Jonason: l'homme se baignant nu
- Bengt Ottekil : le pêcheur
- Tage Danielsson : le majordome
- Börje Ahlstedt : l'homme dans la publicité (non crédité)